# Liste der Stolpersteine in Schriesheim

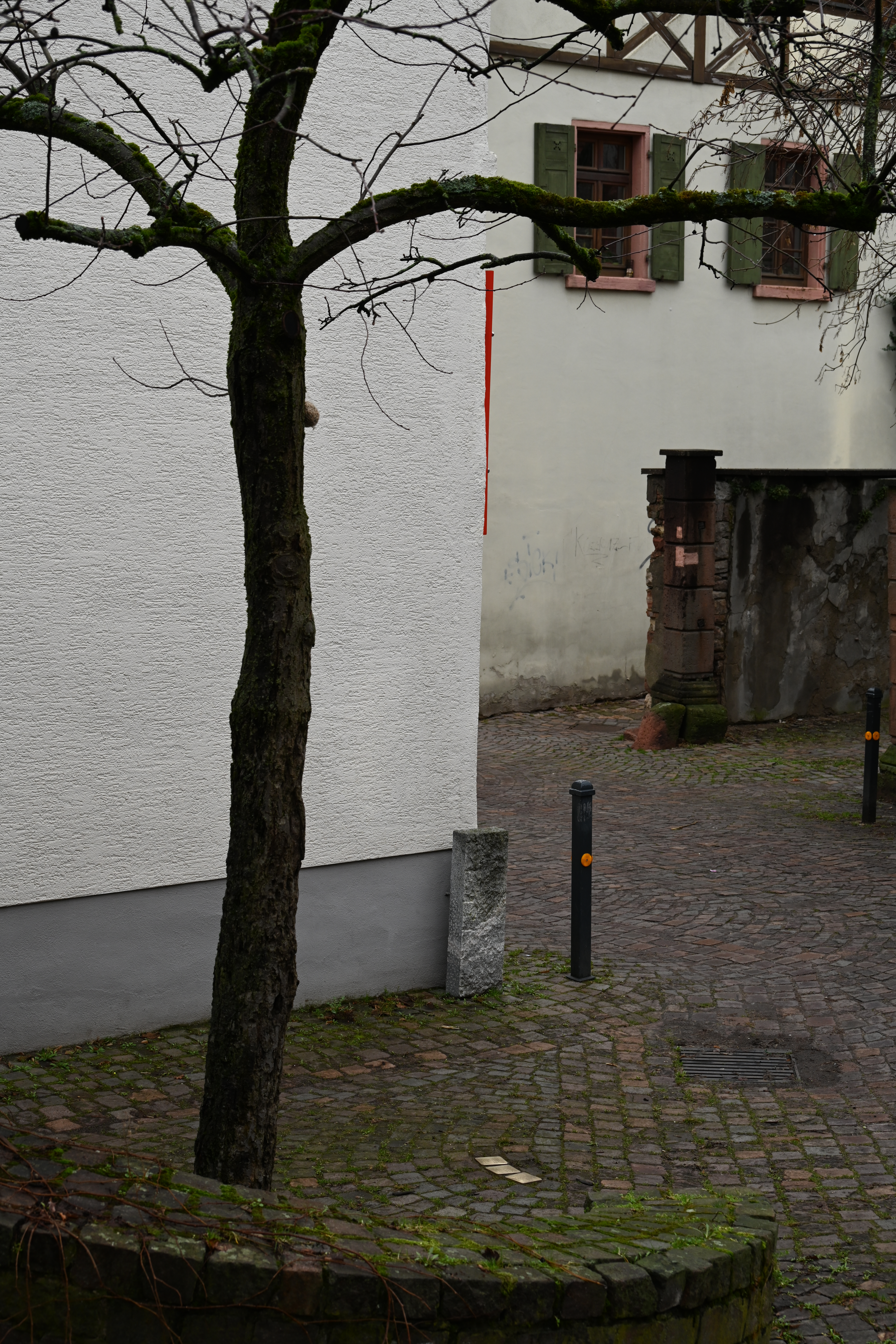
Stolpersteine in der Oberstadt 12

Die Liste der Stolpersteine in Schriesheim enthält die Stolpersteine, die im Rahmen des gleichnamigen Kunst-Projekts von Gunter Demnig in Schriesheim verlegt wurden. Mit ihnen soll an die Opfer des Nationalsozialismus erinnert werden, die in Schriesheim lebten und wirkten. In seiner Sitzung vom 8. Dezember 2010 hat der Gemeinderat der Stadt Schriesheim auf Antrag der baptistischen, der evangelischen und der katholischen Kirchengemeinden sowie der beiden Gemeinderätinnen Dr. Schenk-Zitsch und Reinhard beschlossen, „zum Gedenken an die Opfer des Nationalsozialismus Stolpersteine im öffentlichen Straßenraum zu verlegen.“

## Verlegte Stolpersteine
Gunter Demnig verlegte am 11. April 2012 die ersten zwölf Stolpersteine. Insgesamt wurden 49 Steine in Schriesheim verlegt, diese Liste ist also noch unvollständig.
| Stolperstein | Inschrift | Verlegeort                | Name, Leben                                |
| ------------ | --- | ------------------------- | ------------------------------------------ |
|              | HIER WOHNTE FANNY BLUMENFELD GEB. MAINZER JG. 1875 GEDEMÜTIGT / ENTRECHTET HEIMATORT UNFREIWILLIG VERLASSEN 1938 FRANKFURT/MAIN TOT 1938                        | Heidelberger Straße 24    | Fanny Blumenfeld, geb. Mainzer (1875–1938) |
|              | HIER WOHNTE VALENTIN BOCK JG. 1874 EINGEWIESEN 1924 PFLEGEANSTALT WEINHEIM 1940 HEILANSTALT WIESLOCH 'VERLEGT' 2.4.1941 HADAMAR ERMORDET 2.4.1941 AKTION T4     | Kirchstraße 8             | Valentin Bock (1874–1941)                  |
|              | HIER WOHNTE MICHAEL FREUND JG. 1929 NACH VERHÖR DURCH GESTAPO FLUCHT IN DEN TOD 24.7.1944                                                                       | Talstraße 158             | Michael Freund (1929–1944)                 |
|              | HIER WOHNTE MARIA KATHARINA FÜRDERER JG. 1899 EINGEWIESEN 1936 HEILANSTALT WIESLOCH 'VERLEGT' 6.6.1944 HADAMAR ERMORDET 30.1.1945                               | Mannheimer Straße 2       | Maria Katharina Fürderer (1899–1945)       |
|              | HIER WOHNTE MARGARETHE HAUSER GEB. WEBER JG. 1899 EINGEWIESEN 1936 HEILANSTALT WIESLOCH ´VERLEGT' 15.10.1940 GRAFENECK ERMORDET 15.10.1940 AKTION T4            | Entengasse 11             | Margarethe Hauser (1899–1940)              |
|              | HIER WOHNTE WILHELM HAUSER JG. 1934 EINGEWIESEN 1938 PFLEGEANSTALT MOSBACH 'VERLEGT' 17.9.1940 GRAFENECK ERMORDET 17.9.1940 AKTION T4                           | Entengasse 11             | Wilhelm Hauser (1934–1940)                 |
|              | HIER WOHNTE KARL HEINZ KLAUSMANN JG. 1922 UNFREIWILLIG VERZOGEN 1939 WEINHEIM FLUCHT 1942 FRANKREICH RÉSISTANCE TOT 14.4.1945                                   | Mainzer Land 5            | Karl Heinz Klausmann (1922–1945)           |
|              | HIER WOHNTE ANDREAS MAIER JG. 1896 FLUCHT 1937 USA ÜBERLEBT RÜCKKEHR 1962                                                                                       | Heidelberger Straße 5     | Andreas Maier (1896–)                      |
|              | HIER WOHNTE ERWIN MAIER JG. 1924 FLUCHT 1938 USA ÜBERLEBT | Heidelberger Straße 5     | Erwin Maier (1924–)                        |
|              | HIER WOHNTE FRIEDA MAIER GEB. MARX JG. 1900 FLUCHT 1938 USA ÜBERLEBT                                                                                            | Heidelberger Straße 5     | Frieda Maier (1900–)                       |
|              | HIER WOHNTE HANS MAIER JG. 1923 FLUCHT 1938 USA ALS US - SOLDAT VERWUNDET IN ITALIEN TOT 1945 IN USA                                                            | Heidelberger Straße 5     | Hans Maier (1923–1945)                     |
|              | HIER WOHNTE BABETTE MARX GEB. FULD JG. 1873 FLUCHT 1938 USA ÜBERLEBT                                                                                            | Heidelberger Straße 5     | Babette Marx, geb. Fuld (1873–)            |
|              | HIER WOHNTE DINA MARX JG. 1913 FLUCHT 1936 USA ÜBERLEBT | Heidelberger Straße 5     | Dina Marx (1913–)                          |
|              | HIER WOHNTE FERDINAND MARX JG. 1870 FLUCHT 1938 USA ÜBERLEBT | Heidelberger Straße 5     | Ferdinand Marx (1870–)                     |
|              | HIER WOHNTE HEINRICH MARX JG. 1878 UNFREIWILLIG VERZOGEN 1937 HEIDELBERG FLUCHT 1938 USA ÜBERLEBT                                                               | Heidelberger Straße 29    | Heinrich Marx (1878–)                      |
|              | HIER WOHNTE HENRIETTE MARX GEB. WEIL JG. 1880 UNFREIWILLIG VERZOGEN 1937 HEIDELBERG FLUCHT 1938 USA ÜBERLEBT                                                    | Heidelberger Straße 29    | Henriette Marx, geb. Weil (1880–)          |
|              | HIER WOHNTE MAX MARX JG. 1922 FLUCHT 1938 USA ÜBERLEBT | Heidelberger Straße 5     | Max Marx (1922–)                           |
|              | HIER WOHNTE WALTER MOHR JG. 1921 IM WIDERSTAND NATIONALKOMITEE FREIES DEUTSCHLAND VERHAFTET IN PLESKAU ZUM TODE VERURTEILT 'VERLEGT' TORGAU TOT AUG. 1944 POSEN | Lutherische Kirchgasse 24 | Walter Mohr (1921–1944)                    |
|              | HIER WOHNTE BERTHA OPPENHEIMER GEB. KARLSBERG JG. 1869 UNFREIWILLIG VERZOGEN 1938 DARMSTADT FLUCHT 1939 USA ÜBERLEBT                                            | Schulgasse 3              | Bertha Oppenheimer, geb. Karlsberg (1869–) |
|              | HIER WOHNTE ALFONS SCHLÖSSER JG. 1911 FLUCHT 1933 HOLLAND INTERNIERT WESTERBORK DEPORTIERT 1942 AUSCHWITZ ERMORDET 31.3.1944                                    | Oberstadt 12              | Alfons Schlösser (1911–1944)               |
|              | HIER WOHNTE JETTE SCHLÖSSER GEB. MARX JG.1883 FLUCHT 1933 HOLLAND INTERNIERT WESTERBORK DEPORTIERT 1943 SOBIBOR ERMORDET 4.6.1943                               | Oberstadt 12              | Jette Schlösser, geb. Marx (1883–1943)     |
|              | HIER WOHNTE LEVI SCHLÖSSER JG. 1876 FLUCHT 1933 HOLLAND INTERNIERT WESTERBORK DEPORTIERT 1943 SOBIBOR ERMORDET 4.6.1943                                         | Oberstadt 12              | Levi Schlösser (1876–1943)                 |
|              | HIER WOHNTE BELLA WEINBERG GEB. OPPENHEIMER JG. 1893 FLUCHT 1938 USA ÜBERLEBT                                                                                   | Schulgasse 3              | Bella Weinberg,geb. Oppenheimer (1893–)    |
|              | HIER WOHNTE ELSE WEINBERG JG. 1923 FLUCHT 1938 USA ÜBERLEBT | Schulgasse 3              | Else Weinberg (1923–)                      |
|              | HIER WOHNTE HERMANN WEINBERG JG. 1893 FLUCHT 1938 USA TOT 1942 NEW YORK                                                                                         | Schulgasse 3              | Hermann Weinberg (1893–1942)               |
|              | HIER WOHNTE INGE WEINBERG JG. 1927 FLUCHT 1938 USA ÜBERLEBT | Schulgasse 3              | Inge Weinberg (1927–)                      |

## Verlegedaten
Die Verlegungen der Stolpersteine erfolgten an folgenden Tagen:
- 11. April 2012: Heidelberger Straße 5, Lutherische Kirchgasse 24, Mainzer Land 5, Talstraße 158
- 25. Juni 2013: Entengasse 11, Heidelbergerstraße 29, Schulgasse 3
- 5. Februar 2015: Kirchstraße 8,   Mannheimer Straße 2, Oberstadt 12[2]